# واشنطن بارو
واشنطن بارو (بالإنجليزية: Washington Barrow) هو دبلوماسي ومحامي وسياسي أمريكي، ولد في 5 أكتوبر 1807 في مقاطعة ديفيدسون في الولايات المتحدة، وتوفي في 19 أكتوبر 1866 في سانت لويس في الولايات المتحدة. حزبياً، نشط في حزب اليمين. وقد انتخب عضو مجلس ولاية تينيسي وانتخب عضو مجلس النواب الأمريكي.